# Norwalk, Wisconsin
Norwalk là một làng thuộc quận Monroe, tiểu bang Wisconsin, Hoa Kỳ. Năm 2006, dân số của làng này là 653 người.